# Luz Saúde
A Luz Saúde, fundada em 2000 como Espírito Santo Saúde, é uma das principais empresas na área de cuidados de saúde em Portugal.

## História
Em 2000, a Luz Saúde é criada com o nome Espírito Santo Saúde. Nesse ano, começa a sua atividade ao adquirir uma participação maioritária no capital social da Cliria - Hospital Privado de Aveiro e do Hospital da Arrábida, em Vila Nova de Gaia.
Em 2007, abriu o seu primeiro hospital construído de raiz, o hospital da Luz Lisboa e, em 2012 foi criada a primeira Parceira Público-Privada construída de raiz em Loures.
Em fevereiro de 2014, a Espírito Santo Saúde concretiza a sua entrada no mercado de capitais, através de uma oferta pública inicial. Tornou-se assim na primeira empresa privada do setor da saúde cotada na Euronext Lisboa.
Em outubro 2014, na sequência do colapso do Banco Espirito Santo, é adquirida pela Fidelidade que muda o nome para Luz Saúde.
Saiu da bolsa em 2018 e no dia 3 de maio de 2024, a empresa pretende regressar à bolsa de Lisboa, no entanto, devido à "instabilidade do mercado de capitais", não consegue alcançar a valorização desejada e suspende a operação. Com a vontade de abrir o capital numa percentagem até 40%, continua em discussão com investidores privados entre os quais o fundo australiano de private equity Macquarie e o grupo PureHealth dos Emirados Árabes Unidos.